# Église Notre-Dame-de-l'Assomption d'Aveux
L'église Notre-Dame de l'Assomption d'Aveux est une église catholique située à Aveux, dans le département français des Hautes-Pyrénées en France.

## Historique
L'église fut restaurée en 1821, par l'abbé Pomain, curé de la paroisse et ancien secrétaire de dernier évêque du Comminges, Antoine Eustache d'Osmond. En 1873, l'intérieur et la chapelle latérale fut restaurée. Le clocher fut terminé en 1909.
La base de l'église était auparavant utilisée par la mairie. 

## Description

### Intérieur

#### Le chœur
Le maître-autel et le tabernacle surmonté d'un ciborium sont en marbre blanc orné de fleurs. Ils ont été réalisés par la marbrerie Barrau de Toulouse.
À gauche de l'autel une statue du Sacré-Cœur de Jésus, à droite une statue de Notre-Dame de Lourdes. En haut des tableaux du chemin de croix. 
De chaque côté un tableau.
- À gauche, un tableau représentant une pietà.
- À droite, un tableau de Notre-Dame du Rosaire, Marie remet le rosaire à saint Dominique, l'Enfant Jésus remet le rosaire à sainte Catherine de Sienne.

#### Chapelle de la Vierge Marie
- Le tabernacle à ailes en bois doré a été sculpté par Jean I Ferrère, au centre, un motif du Christ en croix sur la porte du tabernacle, entouré de chaque côté d'un apôtre, saint Pierre et saint Paul. Les panneaux latéraux représentent : à gauche, l'Assomption de Marie, à droite, l'Annonciation. Au-dessus du tabernacle, la Vierge à l'Enfant est entourée d'anges.
- Un ancien reliquaire de saint Bertrand.

## Galerie

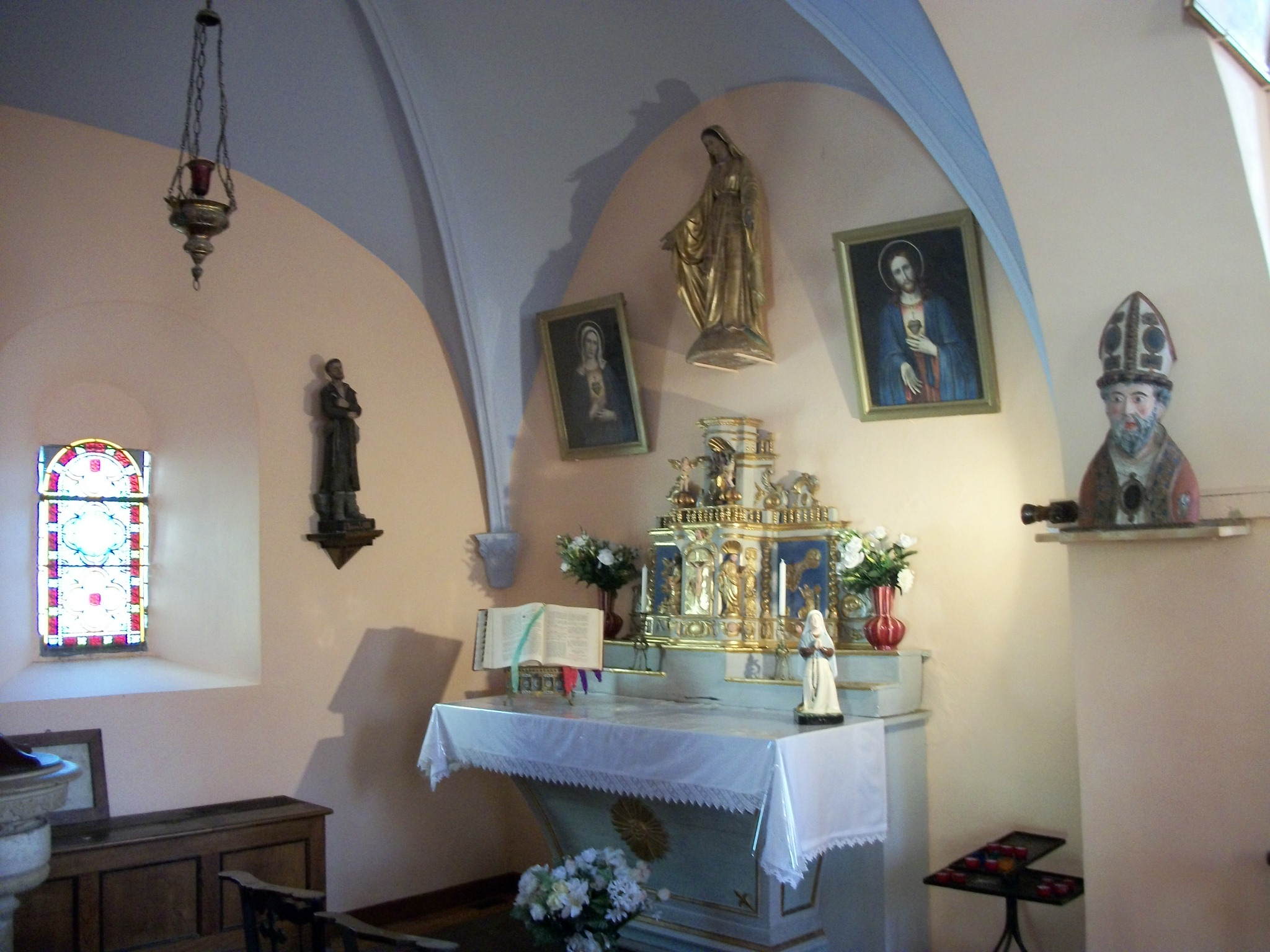
Chapelle de la Vierge Marie.
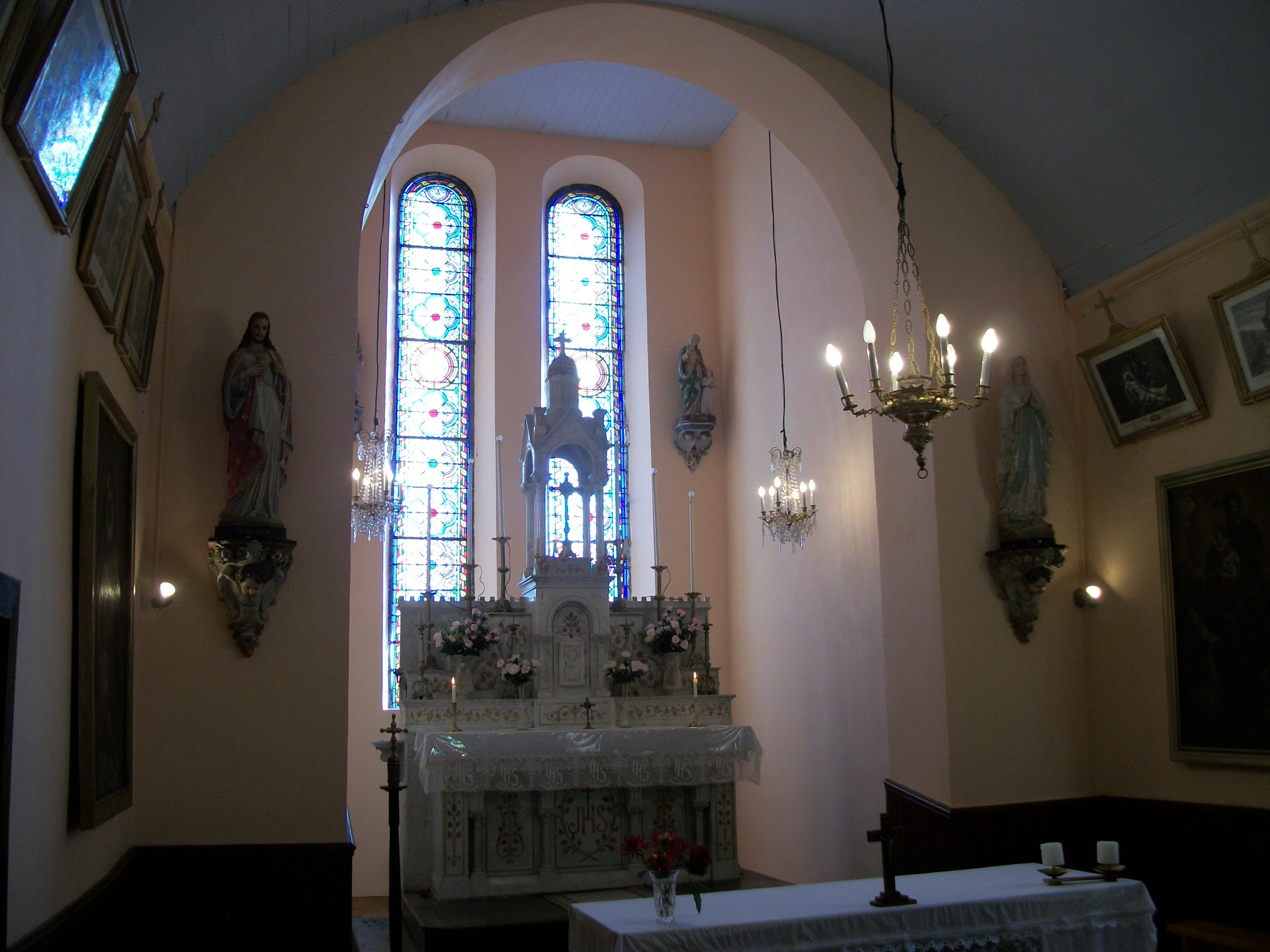